# Abbaye d'Abondance
Pour les articles homonymes, voir Abondance.
L'abbaye Notre-Dame d'Abondance est une ancienne abbaye de chanoines réguliers du Chablais située à Abondance dans le département de la Haute-Savoie et la région Auvergne-Rhône-Alpes.
Elle a été fondée vers 1100 par des religieux issus de l'abbaye Saint-Maurice d'Agaune, désireux de mener une vie régulière et érémitique. Rapidement, Abondance fonde quatre abbayes-filles. Elle est supprimée en 1761. Depuis 1875, les bâtiments de l'abbaye sont inscrits au titre des monuments historiques français. Elle est particulièrement connue pour son cycle de peintures murales représentant la vie de la Vierge qui orne son cloître du XIVe siècle.

## Historique

### La fondation de l'abbaye

#### À la recherche d'un saint fondateur
La fondation du prieuré a été un temps attribuée au moine irlandais saint Colomban, qui traversa les Alpes vers 610 pour se rendre à Rome. Cependant cette hypothèse est invraisemblable ; même si le saint a fait halte à Saint-Maurice-d'Agaune, aucune source historique ou archéologique n'accrédite cette hypothèse.

#### La fondation du prieuré d'Abondance
Le prieuré a en réalité été fondé peu avant 1108 par des chanoines issus de l'abbaye Saint-Maurice-d'Agaune La date de 1043 parfois avancée est également erronée. Une autre légende basée sur la toponymie voudrait que le prieuré ait été établi dans les environs de La Chapelle-d'Abondance : là encore, rien ne soutient cette hypothèse.
Le prieuré est construit à Abondance et devient abbaye vers 1138-1144.

### Création de la congrégation d'Abondance
Rapidement, les chanoines d'Abondance essaiment dans les montagnes préalpines et jurasiennes en fondant les abbayes de Sixt-Fer-à-Cheval vers 1144 en Faucigny, l'abbaye d'Entremont en Genevois, les abbayes de Moutier-Grandval et de Goaille dans le Jura et attachées au diocèse de Besançon, ainsi que de nombreux prieurés, dont ceux de Peillonnex (Faucigny) — donné par Amédée Ier de Genève en 1156 à l'abbé Burchard, qui serait un parent du comte —, et de Nyon (Vaud) — lors d'un échange en 1244 avec l'abbaye de Saint-Oyand de Joux — ou encore Vions (Chautagne),.
Au début du XVe siècle, une dizaine de paroisses dépendaient également de la congrégation.

### Le bas Moyen Âge
Cependant l'abbaye passe sous le régime de la commende en 1433, marquant alors le début de sa décadence. La nef et le clocher de l'abbatiale sont endommagés par un incendie vers 1446, mais le cloître est épargné. Les travaux de restauration ne s'achèveront que vers 1481. D'après de récentes études, les peintures murales ornant le cloître ont pu être réalisées vers 1430.

### L'époque moderne
La situation de l'abbaye continue de se dégrader jusqu'en 1606. Lors de la visite de François de Sales, évêque de Genève, qui a ramené le Chablais au catholicisme, les chanoines augustins ne suivent plus aucune règle. C'est pour cela qu'il décide de demander au pape de les faire remplacer par des cisterciens feuillants. Le but de François de Sales et de redonner à l'abbaye d'Abondance son prestige d'antan, grâce au spirituel et au religieux.
Cependant le renouveau ne sera que de courte durée. Rapidement, le déclin reprend le pas. Dès la fin du XVIIe siècle, les feuillants sont en conflit avec les habitants de la vallée et avec les autorités religieuses, principalement l'évêque de Genève. Enfin, au XVIIIe siècle, ils sont la cause de très nombreux scandales : on ne compte plus leurs compagnes ni leurs enfants, certains témoignages rapportent qu'ils se battent entre eux, portent des pistolets et fréquentent les cabarets. À la suite de ces nombreux excès et d'une situation religieuse particulièrement désastreuse, l'évêque de Genève demande à Charles-Emmanuel III de Sardaigne de solliciter du pape la suppression de l'abbaye qui est définitivement fermée en 1761 par un bref de Clément XIII.

### L'époque contemporaine
En 1795, les bâtiments sont vendus comme biens nationaux. Ils tombent à l'abandon, et le cloître sert de dépotoir aux habitants de la ville. La famille Sallavuard rachète les bâtiments en 1836. En 1862, les peintures sont redécouvertes et l'ensemble de l'abbaye est classée au titre des monuments historiques treize ans plus tard, par la liste de 1875,. Les peintures furent restaurées à plusieurs reprises, la dernière campagne en datant des années 1977-1990.
Actuellement, les bâtiments sont occupés par les services municipaux d'Abondance.

## Les bâtiments conventuels

### L'église abbatiale
Commencée vers 1275, la construction de l'abbatiale s'achève probablement au XIVe siècle.
Elle présente un exemple de chevet développé, avec déambulatoire et sept chapelles rayonnantes. On trouve également quatre colonnes de style roman aux chapiteaux sculptés. En plus du chœur et du transept, elle possédait sûrement une nef principale, des collatéraux et un narthex.
Elle fut endommagée par plusieurs sinistres au cours des siècles. Des restaurations nécessaires au XVe siècle) entraînent la reconstruction de certaines parties. La nef l'est en 1643, mais amputée de ses collatéraux et du narthex soutenant le clocher. Un nouveau clocher est édifié en 1728.
La décoration peinte du chœur et des bras du transept est réalisée entre 1839 et 1845. Les peintures des voûtes représentent les quatre Pères fondateurs de l'Église et les quatre Évangélistes. On peut également apercevoir le monogramme de la Vierge puisque l'église a toujours été dédiée à Marie ; aujourd'hui, son vocable est Notre-Dame de l'Assomption.
À la fin du XIXe siècle on ajoute à la nef les deux travées occidentales et une nouvelle façade.
De l'édifice médiéval ne subsistent plus que le chœur à déambulatoire, les chapelles rayonnantes et le transept, la nef ayant été refaite à plusieurs reprises. L'intérieur a perdu son caractère original après les réaménagements du XIXe siècle.

### Le couvent
Situé au sud de l'église abbatiale pour des raisons de température et d'ensoleillement, et autour du cloître, le bâtiment conventuel date probablement du XVe siècle. Il épouse la forme du terrain, c'est-à-dire une pente nord-sud. Ce vaste ensemble de pièces accueillait les chanoines et les convers.
Dans l'aile est du cloître se trouvent la sacristie et l'ancienne salle capitulaire, tandis que dans l'aile ouest se trouvaient les logements des frères convers.
Au sud, le bâtiment se compose de plusieurs étages.
Au rez-de-chaussée se trouvaient la cuisine (toujours conservée), le réfectoire et des entrepôts, tandis qu'au premier étage se trouvait le chauffoir (une des uniques pièces chauffées de l'abbaye, située au-dessus de la cuisine). Enfin, au premier et second étage se trouvaient les cellules individuelles des moines.
On sait que l'abbaye était entourée d'une enceinte et, qu'à l'est, se trouvait le jardin des chanoines.

### Le cloître

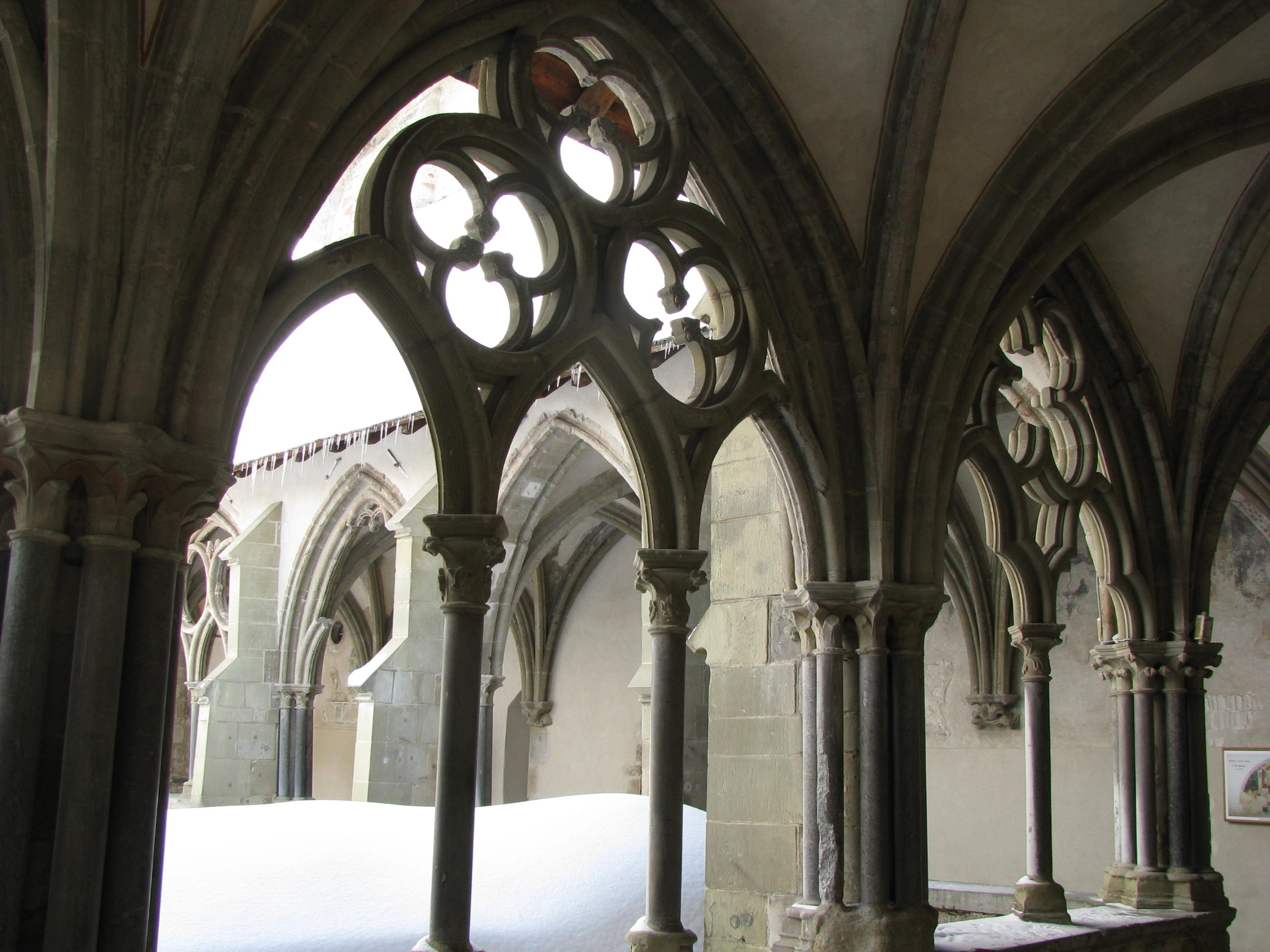
Vue des remplages de la galerie sud du cloître sur fond de neige.

La présence d'un cloître roman sous le cloître gothique, avancée par des auteurs locaux, n'est pas prouvée.

#### Architecture
Bâti entre 1330 et 1354 sous l'abbatiat de Jean IV en remplacement d'un cloître roman, le cloître a souffert des différentes péripéties qu'a traversées l'abbaye. La galerie nord a totalement disparu, détruite par l'incendie de 1728 : il n'en  reste qu'une partie du mur-bahut, les bases des arcades et la porte de la Vierge, donnant accès à l'église abbatiale.
Les galeries est et sud sont bien conservées (elles ont gardé leurs voûtes sur croisées d'ogives), mais la plupart des arcades ont perdu leur remplage.
La galerie ouest ne conserve qu'une travée voûtée (à l'angle sud-ouest) dotée de son arcade en pierre : le reste de la galerie n'est plus qu'un appentis en bois.

#### Décor sculpté
Le cloître a conservé un très grand nombre de ses sculptures d'origine. Réalisées en molasse, ces sculptures se retrouvent absolument partout et rythment les travées.

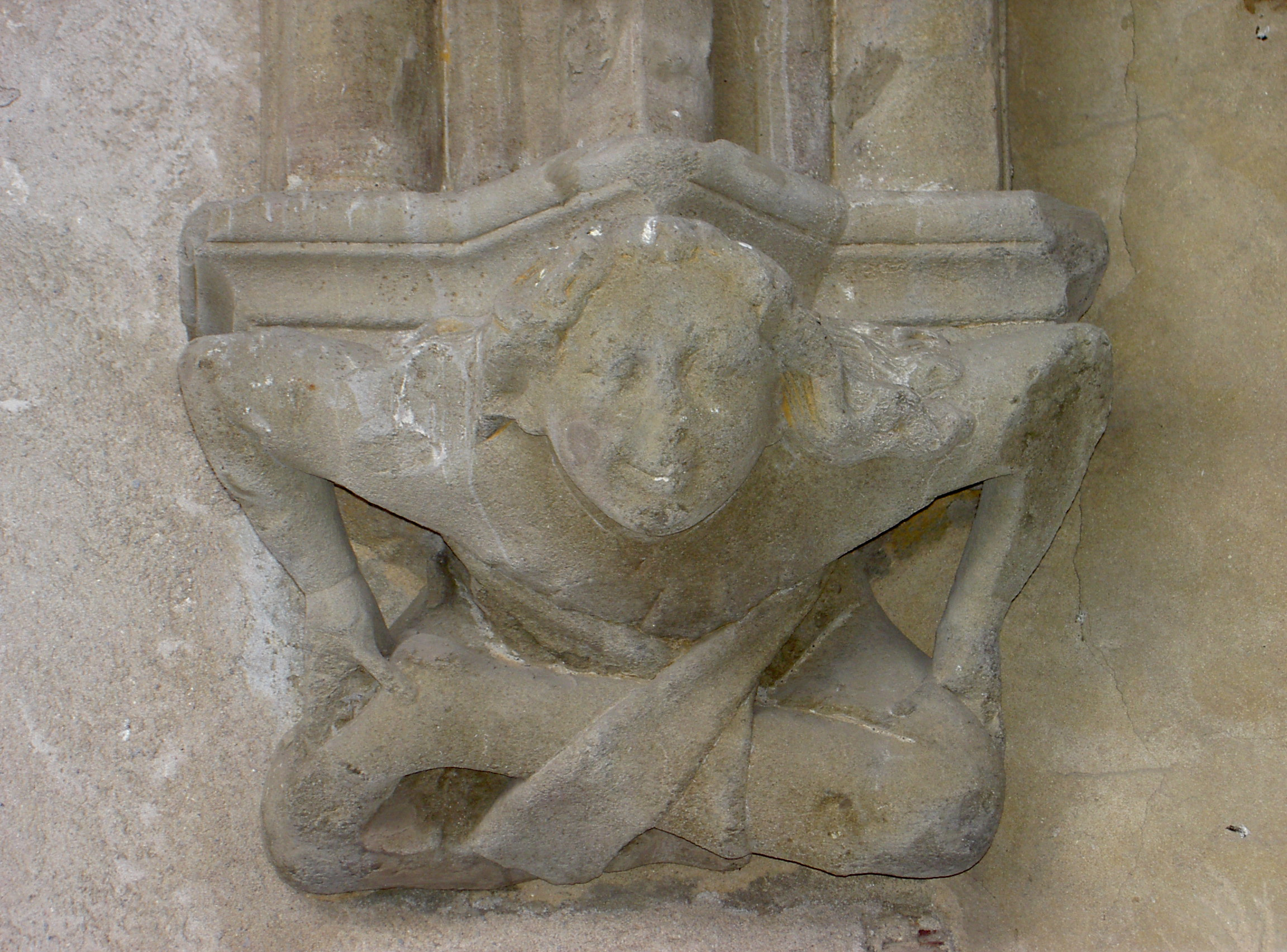
Console d'une des travées de la galerie est, représentant un petit acrobate souriant.

La porte de la Vierge est le plus bel exemple : le tympan représente une Vierge trônant en majesté, tenant l'Enfant Jésus sur ses genoux. Cette statue est très finement sculptée. Aux drapés élégants s'ajoute un beau bijoux autour du cou de Marie. La Vierge est entourée de quatre anges. Deux dans la partie supérieure la couronnait (avant que la couronne ne disparaisse), et deux autres dans la partie inférieure chantent ses louanges. Sur les côtés de la porte se trouvent deux statues-colonnes, allégories de la Synagogue et de l'Église.
Il est à noter qu'une autre statue de Marie, représentée exactement dans la même position, se trouve dans l'angle sud-est du cloître.
Les clés de voûte des travées sont également sculptées soit de signes du zodiaque, soit des travaux des mois, notamment le poisson, la balance, la vierge et la glandée.
Quant aux consoles, elles sont finement sculptées soit de petits personnages qui sont des acrobates et des danseurs (« grotesques »), soit de feuillages.
Enfin, tous les petits chapiteaux des colonnettes des galeries du cloître sont également sculptés de motifs végétaux ou géométriques.

#### Cycle de peintures murales
Le cloître possédait vraisemblablement autour d'une vingtaine de peintures, aujourd'hui seules 16 ont survécu de manière plus ou moins fragmentaire.
Ces peintures murales ont été réalisées durant la première moitié du XVe siècle, les environs de 1430 sont généralement admis. Cela correspond à l'abbatiat de Guillaume de Lugrin ou François Ducrest et au règne d'Amédée VIII de Savoie. Elles ont été peintes par un atelier piémontais, proche de l'artiste Giacomo Jaquerio, un des chefs de file de la peinture dans les États de Savoie, présent dans la région à cette époque-là.
Elles représentent le cycle de la vie de Marie et témoignent de l'importance du culte marial pour les chanoines de saint Augustins. Les peintures les mieux conservées représentent l'Annonciation, la Visitation, la Nativité, le Songe de Joseph de la Fuite en Égypte, Jésus au temple, et les Noces de Cana.
La particularité de ce cycle est de représenter l'histoire de la vie de la Vierge dans le décor de la Savoie médiévale. En effet, chaque détail peint la vie des habitants du Chablais et du Piémont au XVe siècle.
Pour ce qui est de l'architecture, les personnages se trouvent de façon alternative dans des chapelles gothiques à rosaces et clés de voûte pendantes, dans des cabanes de bois aux toits de tavaillons, et dans de riches habitations piémontaises. Tous ces décors sont représentés de façon très détaillée : fenêtres à meneaux, vitraux, loggia, escaliers, créneaux à merlon fendus…
Les paysages, représentés de façon réaliste, nous dévoilent des coins de montagne, avec ses rivières et ses forêts, sa faune et sa flore. Mais le plus original reste le paysage de La Fuite en Égypte, dans lequel le ou les peintres ont représenté la région lémanique sous le règne d'Amédée VIII : le Léman, mais aussi le Rhône, la Dranse, les environs du lac, les principales villes et principaux monuments.
Bien qu'étant le théâtre de scènes bibliques, ces peintures sont envahies de petits personnages représentant la vie quotidienne au XVe siècle en Savoie : paysans travaillant aux champs, chasseurs sur leurs chevaux et bergers avec leurs chiens, moine et marchand de fromage sillonnant les routes, batelier, lavandières, serviteurs et pendu.
Quant à la technique, on note ici des notions de début de Renaissance italienne, et certains y voient l'influence de Giotto. Dans ces peintures apparaissent des tentatives de perspective (angles, fenêtres, paysages…), mises en valeur par des compositions dynamiques et des couleurs chaudes.
Enfin, il est indéniable que ces peintures portent un message politique : en plus des écussons de la Maison de Savoie présents en dessous de chaque peinture, sur les clés de voûte pendantes et les drapeaux des monuments de La Fuite en Égypte, elles représentent des galères médiévales sur le lac, des châteaux, des tours, un gibet, et peut-être Amédée VIII lui-même sous les traits d'un curieux personnage vêtu à l'orientale dans Les Noces de Cana.

#### État de conservation et interventions
L'état des peintures s'est dégradé depuis les relevés partiels (sept des dix peintures alors conservées) effectués en 1889 par Marcel Rouillard pour les monuments historiques.
En effet, certaines scènes (La Naissance de Marie, La Présentation de Marie au Temple) ont presque entièrement disparu depuis la fin du XIXe siècle, en raison de l'humidité remontant par les maçonneries, et de la disparition de la galerie nord.
Des mesures conservatoires ont été prises à partir des années 1970 afin d'assurer la pérennité des œuvres encore conservées aujourd'hui.

## Dépendances et propriétés

### Prieurés
- Prieuré de Peillonnex.
- Prieuré de Nyon.
- Prieuré de Vions.
- Prieuré de Val d'Illiez.
- Prieuré de Niedergesteln.

### Propriétés
Domaine de Maraîche, résidence des abbés commendataires.

### Droits et revenus
- Seigneurie de Saint-Gingolph (vers 1200-1563).

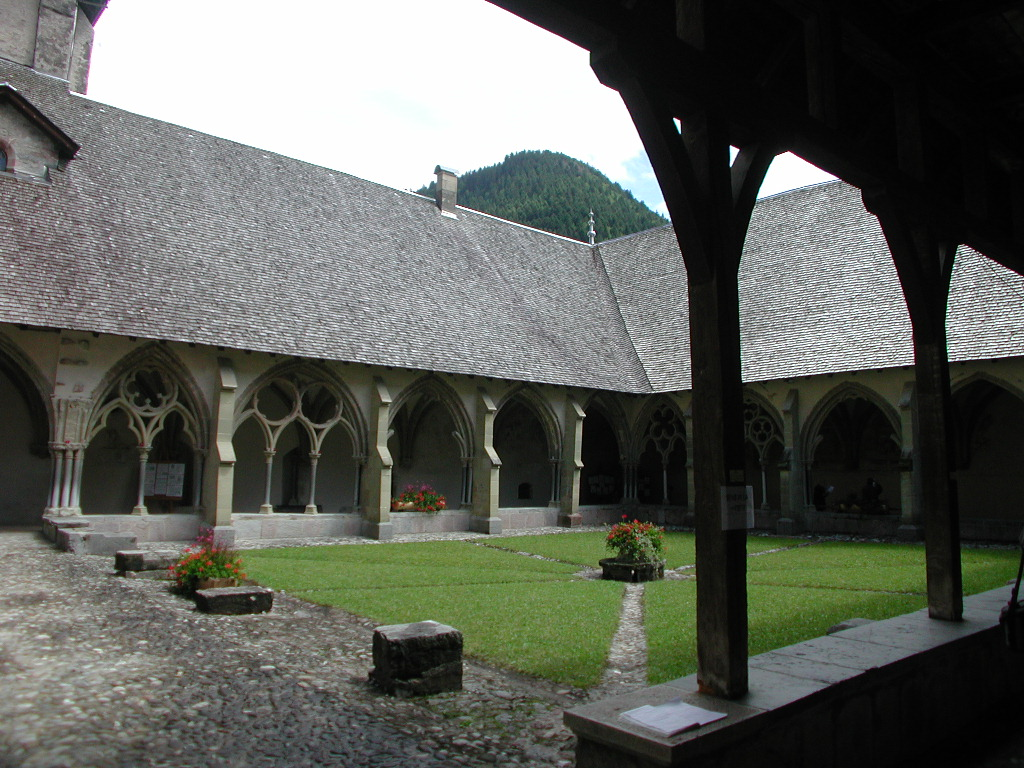
Vue générale du cloître.
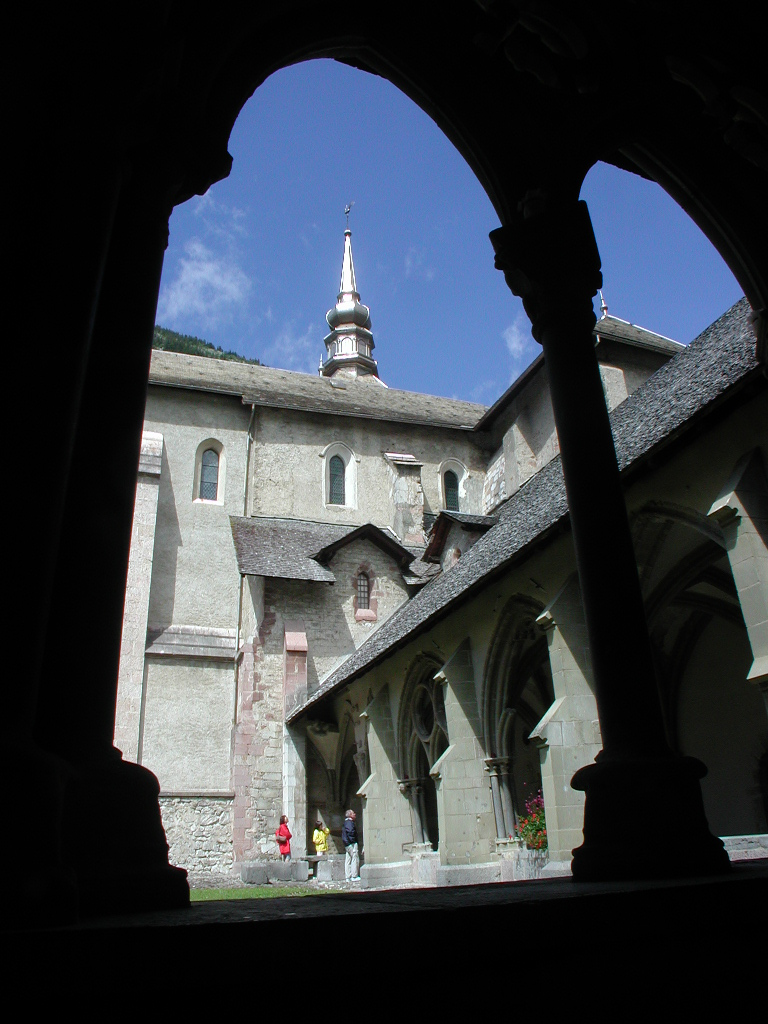
L'église vue du cloître.
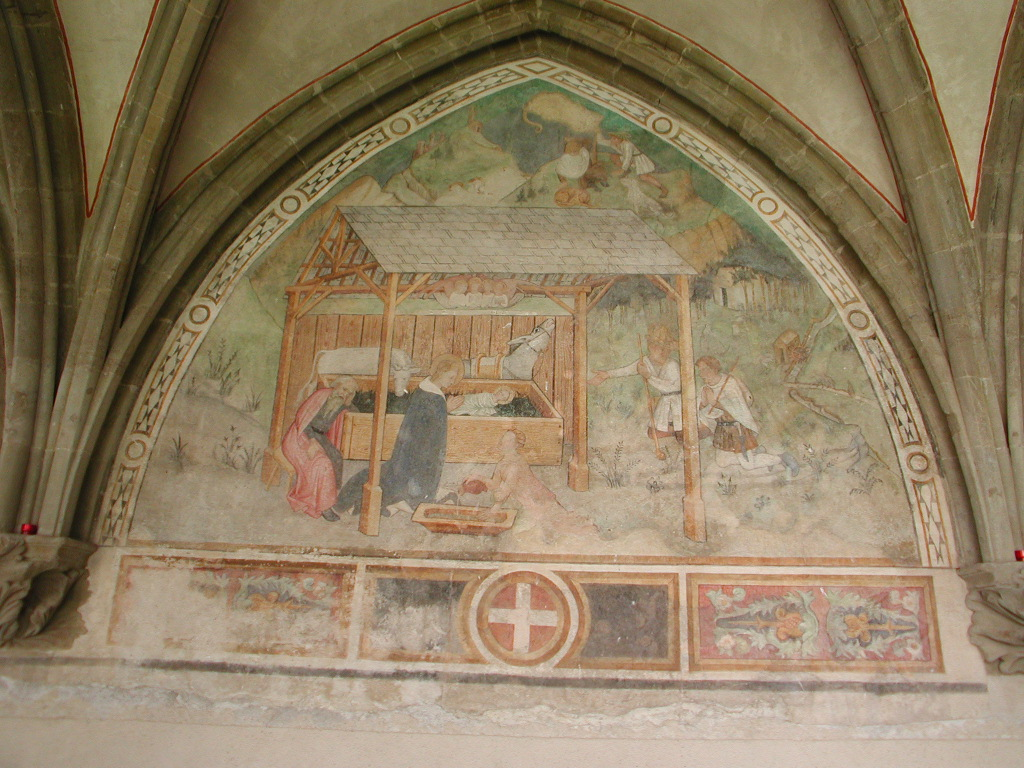
Fresque de la Nativité.
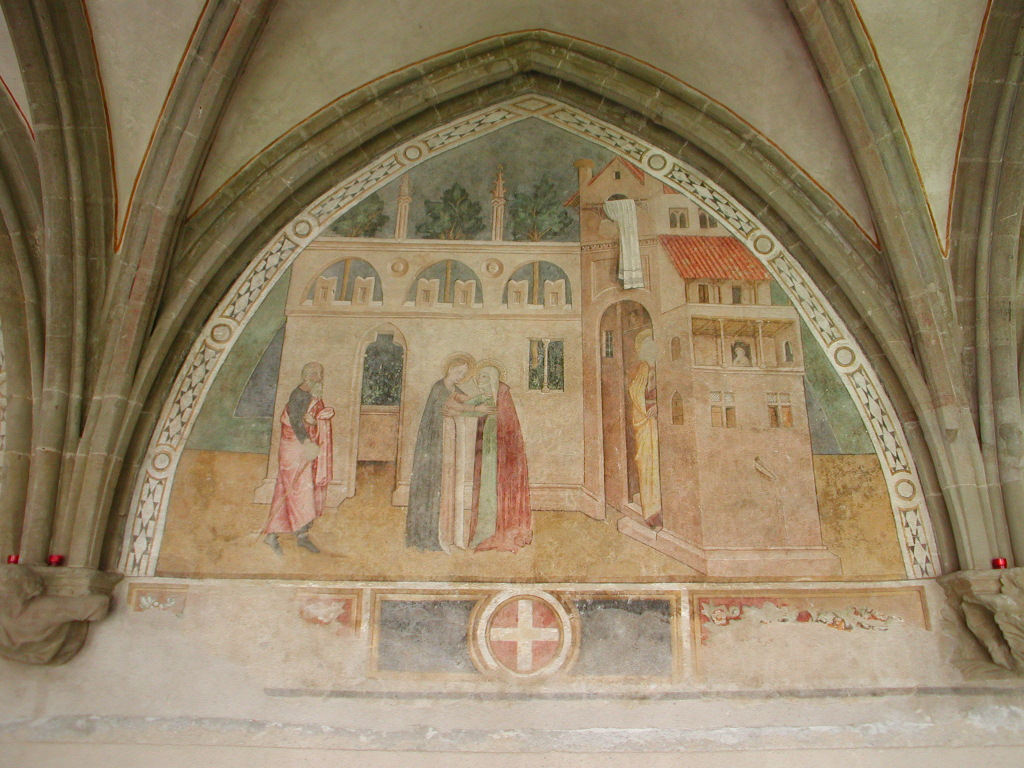
Fresque de la Visitation.
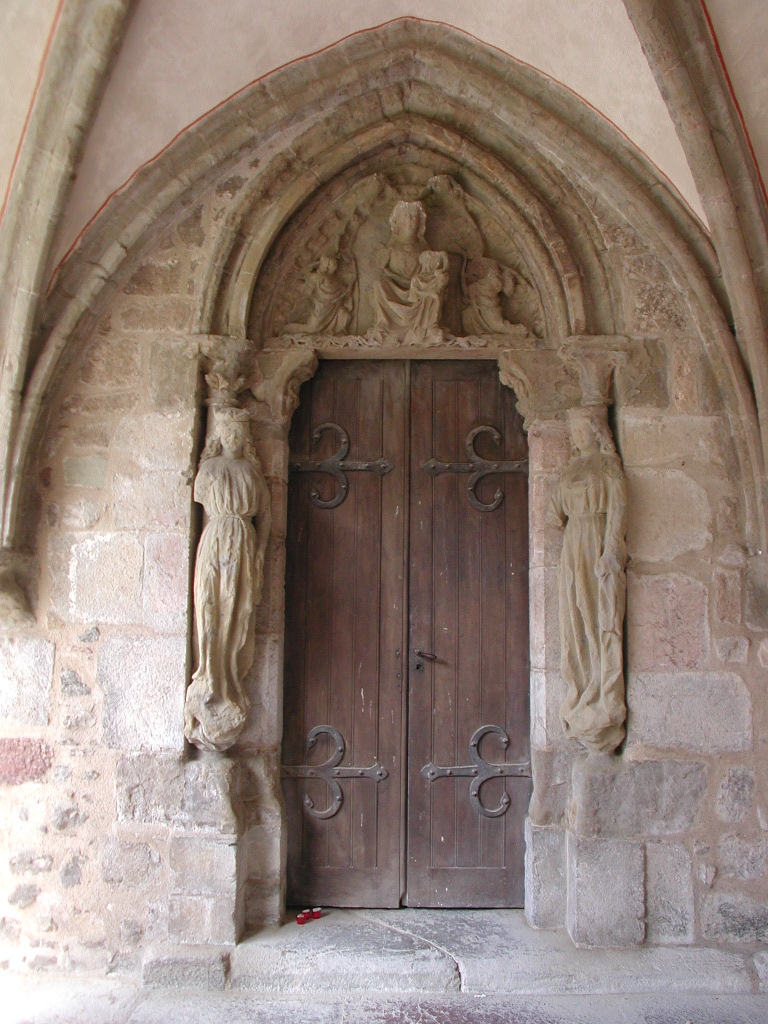
Porte communiquant avec l'église.
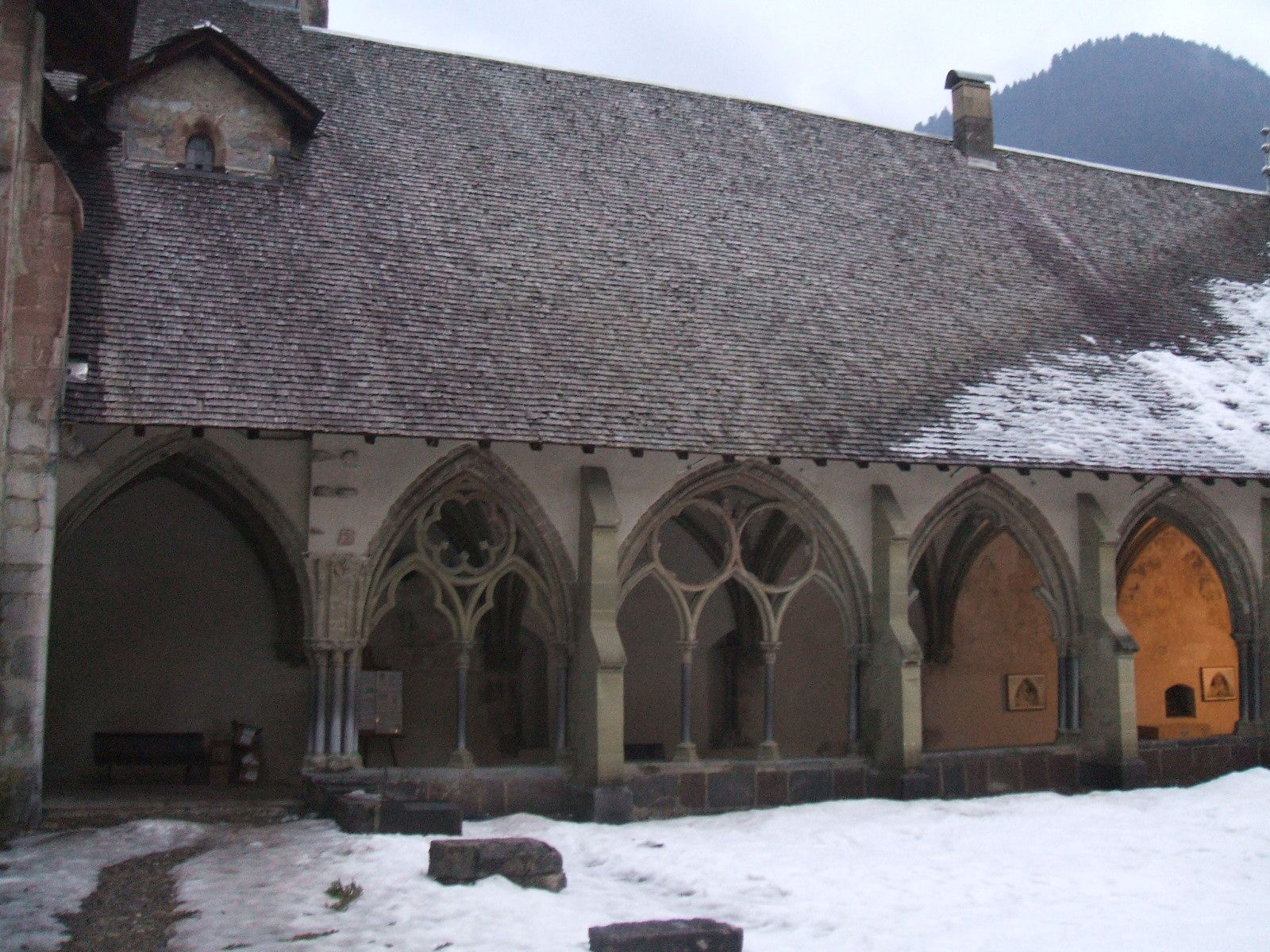
Galeries nord et est du cloître.
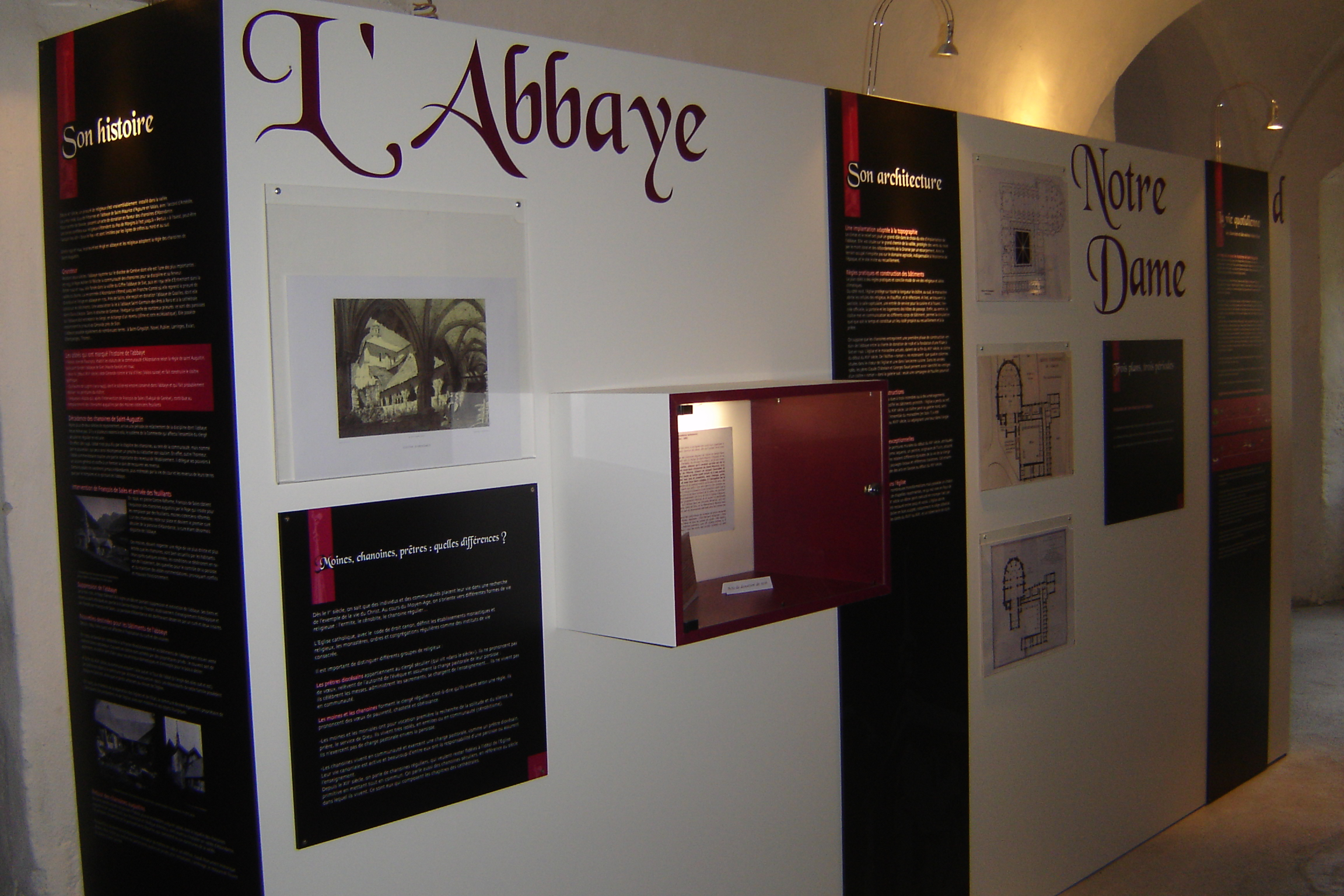
Vue de l'exposition dans le bâtiment conventuel.
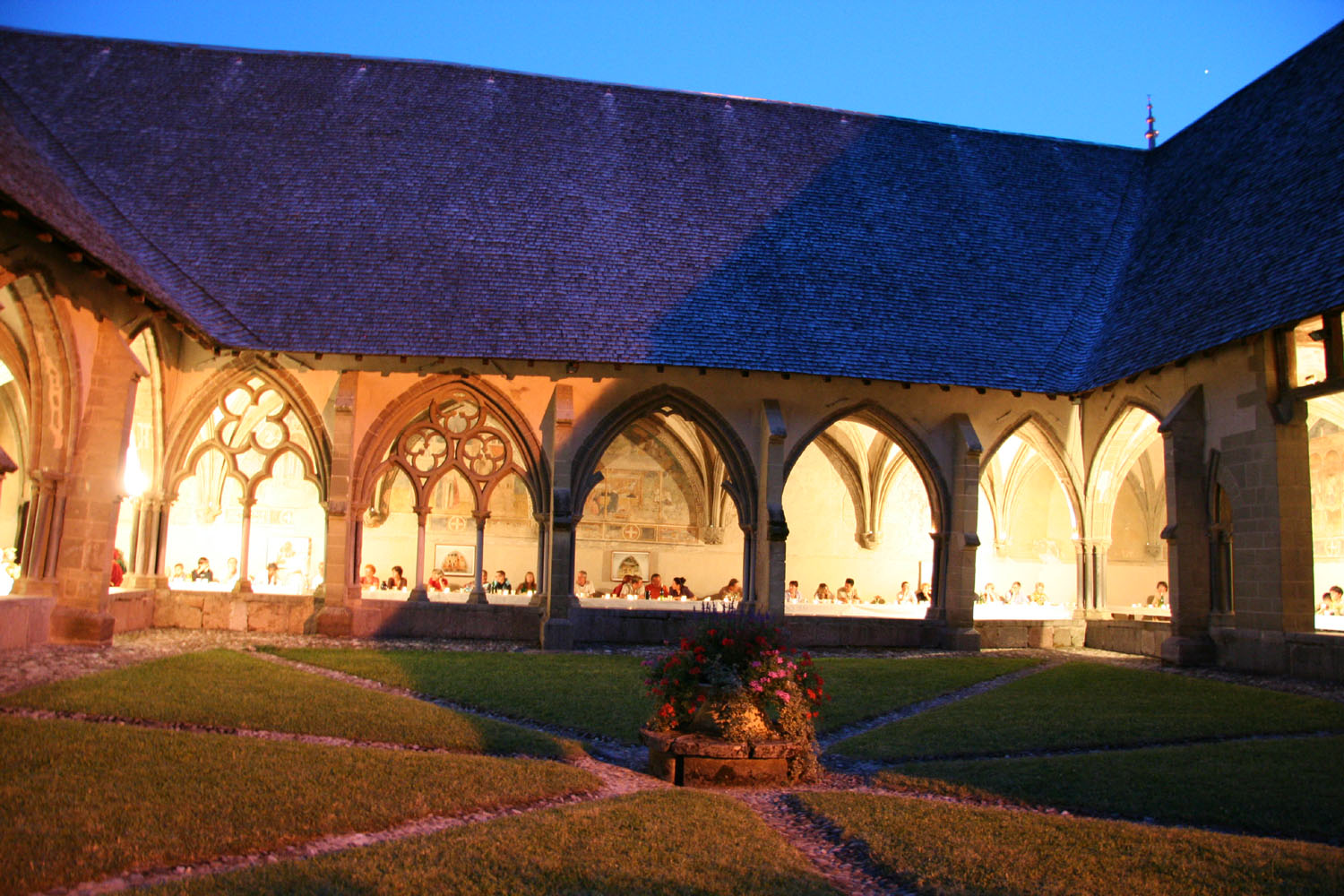
Le festival Rondes de Nuit à l'abbaye en 2006, vue du banquet médiéval.

## L'abbaye actuellement

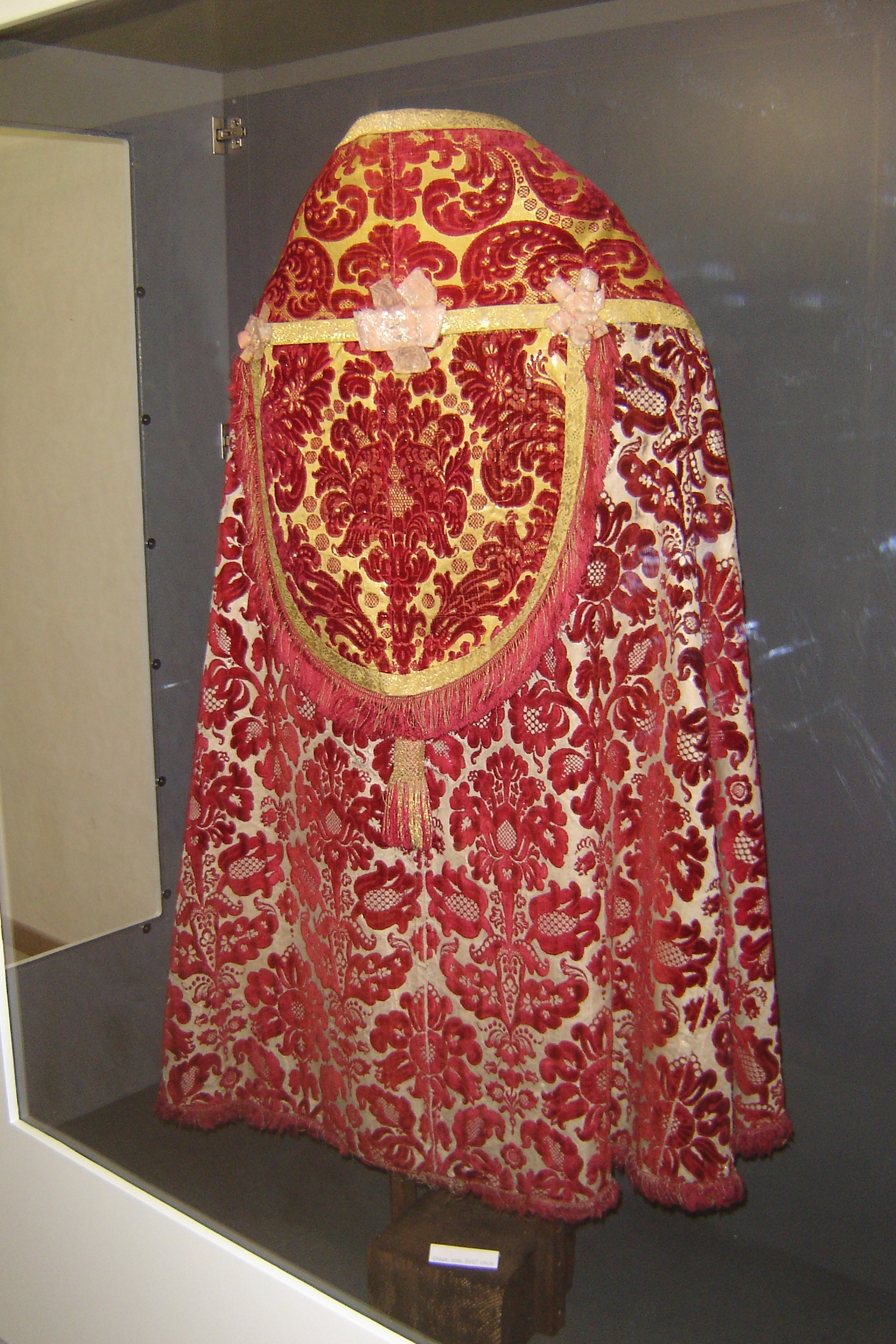
Vue de la collection d'objets religieux installée dans l'ancien bâtiment conventuel, une chape de 1re classe, en velours rouge.

Aujourd'hui, l'abbaye d'Abondance accueille les visiteurs dans l'église abbatiale et dans le cloître, où ils peuvent voir les peintures murales et les nombreuses statues.
Le bâtiment conventuel accueille une exposition concernant l'histoire de l'abbaye et présentant l'importante collection d'objets sacrés constituée au XXe siècle. Ces objets (vêtements liturgiques, objets, tableaux…) proviennent de plusieurs paroisses de Haute-Savoie.
Durant la saison estivale, l'abbaye abrite des expositions temporaires et devient le théâtre du festival Rondes de Nuit : plusieurs soirées sont organisées durant lesquelles les visiteurs peuvent participer à une soirée médiévale, à des concerts de tous styles musicaux, et à des spectacles pour tout public.
À plusieurs reprises depuis l'année 2008, l'abbaye accueille la Compagnie du Graal, troupe de théâtre basée à Thonon et en tournée estivale. La troupe propose ainsi des adaptations en son et lumière théâtral de L'Anneau du Nibelung joué dans le cloître en 2008, Le Roi Lear en 2009, une représentation commandée dans le cadre du bicentenaire de Saint-François de Sales de sa vie cléricale en 2010 jouée dans la nef de l'abbatiale, Hypérion en 2012, et pour finir la Flûte enchantée en 2014.[réf. nécessaire]

#### Ouvrages, articles
- Sidonie Bochaton, « La "tour des prisons" de l'abbaye d'Abondance. Un espace carcéral au sein du carré claustral », Les espaces carcéraux au Moyen Âge: approche interdisciplinaire des territoires et des matérialités de l'incarcération médiévale, Bordeaux,‎ 2021, pp. 75-88 (lire en ligne)
- Arnaud Delerce, L'abbaye d'Abondance et sa congrégation d'après la reconstitution de son chartrier (1108-1300), Presses universitaires de Savoie (1re éd. 2019), 230 p.
- Raymond Oursel, Les chemins du sacré. L'art sacré en Savoie, vol. 1, La Fontaine de Siloé, coll. « Les Savoisiennes », 2008, 393 p. (ISBN 978-2-8420-6350-4, lire en ligne), p. 13-20.
- Jean-Marie Benand, Abondance : les peintures murales du cloître de l'abbaye, La Fontaine de Siloé, coll. « Les savoisiennes », 2000, 125 p. (ISBN 2-84206-136-5).
- Jessica Volet, Les Noces de Cana du cloître d'Abondance : lecture iconographique in Art et artistes en Savoie, Actes du 37e congrès des Sociétés Savantes de Savoie, Thonon-les-Bains 19 et 20 septembre 1998, éd. de l'Académie Chablaisienne, 2000, pp. 147-154.
- Claude Chatelain, Dans le Haut-Chablais savoyard, une antique abbaye : Notre-Dame d'Abondance, Annecy, 1988.
- Georges Baud, Claude Chatelain, Habundantia - La vie au val d'Abondance à travers le temps, Sopizet, Thonon, 1983.
- Clément Gardet, « Notes sur les fresques d'Abondance et de Vulmix », La Revue Savoisienne, Annecy,‎ 1976, pp. 107-124 (lire en ligne)
- Clément Gardet, « L'abbaye d'Abondance », dans Congrès archéologique de France. 123e session. Savoie. 1965, Paris, Société française d'archéologie, 1965 (lire en ligne), p. 239-253.
- Raymond Oursel, « L'abbatiale d'Abondance en Chablais : notes archéologiques », Vallesia, vol. t. IX,‎ 1954, pp. 183-194
- Maurice Dumolin, « L'abbaye d'Abondance en Chablais », Bulletin Monumental, Paris, nos 90-2,‎ 1931, pp. 227-247 (lire en ligne)
- Ernest Renard, Waldemar Deonna, L'Abbaye d'Abondance en Haute-Savoie, Genève, 1912.
- Louis-Étienne Piccard, « L'abbaye d'Abondance », Mémoires et documents de l'Académie chablaisienne, Thonon, no Tome XIX,‎ 1905, pp. 3-146
- Louis-Étienne Piccard, « L'abbaye d'Abondance et la vallée du même nom », Mémoires et documents de l'Académie chablaisienne, Thonon, no Tome XVIII,‎ 1904, p. 3-158 (lire en ligne) ([PDF] lire en ligne)
- Jean Mercier, « L'abbaye et la vallée d'Abondance », Mémoires et documents de l'Académie salésienne, Annecy, no tome VIII,‎ 1885, pp. 1-380
- Melville Glover, « L'abbaye d'Abondance a-t-elle été fondée par saint Colomban ? », La Revue Savoisienne, Annecy, no 10,‎ 15 octobre 1867, pp. 99-100 (lire en ligne)
- Louis Charvet, Recherches sur l'abbaye d'Abondance en Chablais, Lyon, 1863.

#### Travaux universitaires
- Sidonie Bochaton, Les chanoines réguliers en Savoie du Nord. Restitution des abbayes d'Abondance et de Sixt (XIIe - XVIIe), thèse de doctorat préparée à l'université Lumière-Lyon 2, 2021
- Séverine Ferraro, L'abbaye Notre-Dame d'Abondance en Chablais. Expression de la création artistique chrétienne dans la Savoie médiévale, mémoire réalisé sous la direction de Mme Laurence Rivière-Ciavaldini, Upmf, Grenoble, 2006.
- Alessandra Gerber, Les sculptures du cloître d'Abondance en Haute-Savoie, mémoire de licence réalisé sous la direction de Mme Serena Romano, Unil, Lausanne, 2005.
- R. Gosse, L'abbaye d'Abondance en Haute-Savoie (XIe - XVe), mémoire de maîtrise préparé sous la direction de Dominique Rigaux, Upmf, Grenoble, 2004.